# Samuel Eliot Morison

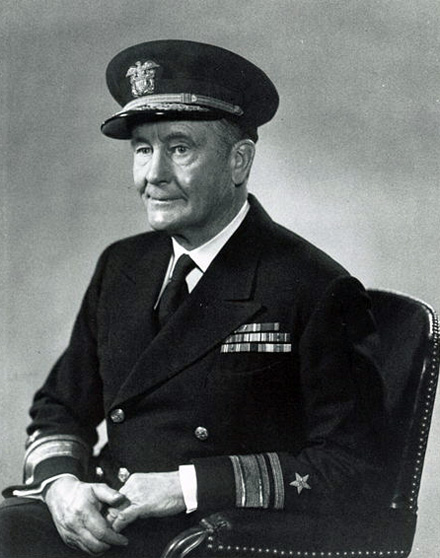
Samuel Eliot Morison (1953)

Samuel Eliot Morison (* 9. Juli 1887 in Boston, Massachusetts; † 15. Mai 1976 ebenda) war ein US-amerikanischer Historiker.

## Leben
Samuel Eliot Morison war der Sohn von John Holmes Morison (1856–1911) und Emily Marshall Morison, geborene Eliot (1857–1925). Er wurde nach seinem Großvater mütterlicherseits, dem Pädagogen und Historiker Samuel Eliot, benannt. Er gehört der Bostoner Intellektuellen-Dynastie an, zu der unter anderem auch T. S. Eliot, Charles William Eliot und Charles Eliot Norton angehören. Er besuchte die Noble and Greenough School (1897–1901) und St. Paul's (1901–1903), bevor er an der Harvard University studierte. Er schloss 1908 sein Geschichtsstudium mit einem Bachelor ab, machte 1909 seinen Master in École libre des sciences politiques und promovierte 1912, erneut in Harvard.
Morison war in seinem Leben zweimal verheiratet. Seine erste Frau Elizabeth S. Greene, mit der er vier gemeinsame Kinder hatte, verstarb 1945. In zweiter Ehe war er mit der zuvor verwitweten Priscilla Barton verheiratet, die 1973 verstarb.
Am 15. Mai 1976 verstarb Morison im Alter von 88 Jahren an einem Herzinfarkt. Seine Asche liegt in Northeast Harbor, Maine begraben. Am 19. Juli 1979 wurde mit der Fregatte Samuel Eliot Morison ihm zu Ehren ein Schiff nach ihm benannt. Das Schiff war bis 2002 im Dienst und wurde anschließend der türkischen Marine überstellt, wo es unter dem Namen Gökova fährt.

## Militärische Karriere
Während des Ersten Weltkrieges diente er als Soldat bei der United States Army. Später gehörte er zur amerikanischen Delegation der Baltischen Kommission zur Friedenskonferenz 1919.
Seinen zweiten militärischen Dienst absolvierte er von 1942 bis 1952 bei der United States Navy Reserve. Mit Diensteintritt bekleidete er den Rang eines Lieutenant Commander und mit Dienstaustritt eines Konteradmirals. Dies ging auf eigene Initiative und die seines Freundes, des US-Präsidenten Franklin D. Roosevelt, zurück. Morison bot an, eine Geschichte über alle Ereignisse der United States Navy während des Zweiten Weltkrieges zu schreiben. Mit History of United States Naval Operations in World War II veröffentlichte er von 1947 bis 1962 15 Bände über Schlachten, Strategien, Taktiken und Personen, die mit der US Navy involviert waren. Für Band drei, welcher 1948 unter dem Titel The Rising Sun in the Pacific veröffentlicht wurde, erhielt Morison 1949 einen Bancroft Prize.

## Wissenschaftliche Karriere
Nach seiner Promotion, die als Grundlage für sein 1913 veröffentlichtes Buch Life and Letters of Harrison Gray Otis diente, arbeitete Morison als Dozent an der University of California, Berkeley. Ab 1915 lehrte er wieder in Harvard und nach dem Ersten Weltkrieg lehrte er von 1922 bis 1925 als Harmsworth Professor of American History an der University of Oxford. Anschließend kehrte er erneut nach Harvard zurück, wo er eine volle Professur erhielt. Er befasste sich mit der Geschichte Neuenglands und schrieb in den 1930er Jahren mehrere Bücher über die Geschichte von Harvard. 1941 wurde er zum Jonathan Trumbull Professor of American History berufen. Für seine 1942 veröffentlichte Biografie Admiral of the Ocean Sea wurde er ein Jahr später mit seinem ersten Pulitzer-Preis für die Beste Biografie ausgezeichnet.
Drei Jahre nach seiner zweiten Militärzeit emeritierte Morison 1955 von seiner Professur und widmete sich fortan dem Schreiben historischer Biografien. Er schrieb unter anderem Nathaniel Homes Morison (1957), William Hickling Prescott (1958) und wurde für John Paul Jones: A Sailor's Biography (1959) mit seinem zweiten Pulitzer-Preis ausgezeichnet. In den 1960er Jahren schrieb er mit Büchern wie The Story of Mount Desert Island, Maine (1960), One Boy's Boston, 1887–1901 (1962) und Introduction to Whaler Out of New Bedford (1962) hauptsächlich über die Geschichte Neuenglands. Sein Fokus änderte sich erst 1970 wieder, als er vermehrt Bücher, darunter The Two Ocean War (1963), The Caribbean as Columbus Saw It (1964) und Spring Tides(1965), über Erkundungsreisen schrieb. Im Jahr 1950 war er Präsident der American Historical Association.

## Auszeichnungen
1915 wurde Morison in die American Academy of Arts and Sciences gewählt. Ihm wurden mehrere Ehrenabschlüsse verliehen, darunter waren Amherst College (1936), Harvard University (1936), Columbia University (1942), Yale University (1949) und die University of Oxford (1951). Neben seinen beiden Pulitzer- und Bancroftpreisen wurde Morison unter anderem auch mit dem Loubat Prize, dem Balzan-Preis, dem Francis Parkman Prize for Special Achievement und 1962 mit der American Academy of Arts and Letters Gold Medal ausgezeichnet. 1954 wurde er zum korrespondierenden Mitglied der British Academy gewählt. 1963 wurde er gewähltes Mitglied der American Academy of Arts and Letters. 1964 verlieh ihm US-Präsident Lyndon B. Johnson außerdem die Presidential Medal of Freedom.

## Werk
- Life and Letters of Harrison Gray Otis (1913)
- A History of the Constitution of Massachusetts (1917, Neuauflage 1960)
- The Maritime History of Massachusetts, 1783–1860 (1921)
- A Prologue to American History: An Inaugural Lecture (1922)
- Sources and Documents Illustrating the American Revolution, 1764–1788, and the Formation of the Federal Constitution (1923)
- The Class Lives of Samuel Eliot and Nathaniel Homes Morison, Harvard 1839 (1926)
- Oxford History of the United States (1927)
- An Hour of American History: From Columbus to Coolidge (1929)
- Builders of the Bay Colony (1930)
- Historical Background for the Massachusetts Bay Tercentenary in 1930 (1930)
- Historical Markers Erected by Massachusetts Bay Colony Tercentenary Commission (1930)
- The Growth of the American Republic (1930)
  - Das Werden der amerikanischen Republik: Geschichte der Vereinigten Staaten von ihren Anfängen bis zur Gegenwart, Stuttgart 1950.
- The Proprietors of Peterborough, New Hampshire (1930)
- The Young Man Washington (1932)
- The Founding of Harvard College (1935)
- Harvard College in the Seventeenth Century (1936)
- The Events of the Year MDCCCCXXXV (1936)
- The Puritan Pronaos (1936)
- Three Centuries of Harvard, 1636–1936 (1936)
- The Pilgrim Fathers: Their Significance in History (1937)
- Doctor Morison's Farewell to the Colonial Society of Massachusetts (1939)
- The Ancient Classics in a Modern Democracy (1939)
- The Second Voyage of Christopher Columbus (1939)
- Portuguese Voyages to America in the Fifteenth Century (1940)
- Admiral of the Ocean Sea (1942)
  - Admiral des Weltmeeres: Das Leben des Christoph Columbus, Bremen 1948.
  - Mit Columbus an Bord, Hamburg 1949.
- History As A Literary Art (1946)
- History of United States Naval Operations in World War II, Boston: Little, Brown (15 Bände, von 1947 bis 1962 veröffentlicht)
- These Forty Years. (1948)
- Ropemakers of Plymouth (1950)
- Of Plymouth Plantation, 1620–1647 (1952)
- By Land and By Sea (1953)
- Christopher Columbus, Mariner (1955)
- Freedom in Contemporary Society (1956)
- The Story of the 'Old Colony' of New Plymouth, 1620–1692 (1956)
- Nathaniel Homes Morison (1957)
- American Contributions to the Strategy of World War II (1958)
- Strategy and Compromise (1958)
- William Hickling Prescott (1958)
- A New and Fresh English Translation of the Letter of Columbus Announcing the Discovery of America (1959)
- John Paul Jones: A Sailor's Biography (1959)
- The Story of Mount Desert Island, Maine (1960)
- The Scholar in American: Past, Present, and Future (1961)
- Introduction to Whaler Out of New Bedford (1962)
- One Boy's Boston, 1887–1901 (1962)
- Harvard Guide to American History (1963)
- The Two Ocean War (1963)
- The Caribbean as Columbus Saw It (1964)
- Vistas of History (1964)
- Spring Tides (1965)
- The Oxford History of the American People (1965)
- Old Bruin: Commodore Matthew Calbraith Perry, 1796–1858 (1967)
- Life in Washington a Century and a Half Ago (1968)
- Harrison Gray Otis, 1765–1848: The Urbane Federalist (1969)
- The European Discovery of America (1971)
- Samuel de Champlain: Father of New France (1972)
- Francis Parkman (1973)
- The Conservative American Revolution (1976)
- Sailor Historian: The Best of Samuel Eliot Morison (1977)